# Malcolm Glazer
Malcolm Irving Glazer (* 15. August 1928 in Rochester, New York; † 28. Mai 2014 ebenda) war ein US-amerikanischer Unternehmer und Eigentümer von Sportunternehmen (Sport-Betriebsgesellschaften bzw. -Franchises). Er war das fünfte von sieben Kindern jüdischer Einwanderer aus Litauen.
Glazer war Präsident und Generaldirektor der First Allied Corporation, einer Holding, in der seine verschiedenen Geschäftsfelder gebündelt sind. Er hielt Mehrheitsanteile an den Tampa Bay Buccaneers aus Florida, die American Football in der National Football League (NFL) spielen. Außerdem gehörte ihm der englische Fußballklub Manchester United.
Er war verheiratet und Vater von fünf Söhnen und einer Tochter: Avram (* 1960), Kevin, Bryan, Joel (* 1970), Darcie und Edward.

## Geschäftstätigkeit im Sport
Im März 2003 begann Malcolm Glazer damit, Aktien von Manchester United aufzukaufen. Er erhöhte seinen Anteil bis 2005 auf 28 Prozent und nach langem Tauziehen sicherte sich der Milliardär am 12. Mai 2005 weitere 29 Prozent, die er den irischen Unternehmern John Magnier und John Paul McManus abkaufte. Damit hielt er die Mehrheit und bot für die übrigen Aktien. Der Gesamtwert seiner Offerte betrug 790 Millionen £.
Das zum Kauf aufgenommene Darlehen schrieb Glazer auf das Fußballunternehmen um, so dass Manchester United jährlich 80 Millionen Pfund zur Tilgung aufwenden muss.
Am 16. Mai 2005 konnte Glazer seinen Anteil auf 75 Prozent erhöhen, was ihm erlaubte, den Club von der Börse zu nehmen. Am 28. Juni gehörten ihm bereits 98 Prozent der Aktien, womit eine Zwangsabfindung der restlichen Kleinaktionäre ermöglicht wurde. Damit wurde das Fußballunternehmen Privateigentum der Glazer-Familie. Malcolm Glazers Söhne Joel, Avram und Bryan wurden in den Vorstand berufen.
Glazer starb 85-jährig am 28. Mai 2014 in Rochester. Seit einem Schlaganfall 2006 war er bei schlechter Gesundheit und seine Söhne Joel, Bryan und Ed übernahmen die Tagesgeschäfte bei den Tampa Bay Buccaneers. Manchester United hatte er bereits vor seinem Tod seinen sechs Kindern übertragen.

## Wohltätigkeit
Die 1999 gegründete Stiftung der Glazer-Familie stellte für Kinder Programme, Tickets, Zuschüsse und Sachleistungen zur Verfügung und spendete fünf Millionen US-$ für den Bau des Kindermuseums in der Innenstadt von Tampa. Im Zuge des Glazer Family Foundation’s Vision Programms sollten bei Schulkindern Sehbehinderungen früh genug erkannt und behandelt werden. Zu den weiteren Aktivitäten Glazers zählt die „Tampa Bay Sport“-Kommission, eine Organisation, die Amateur-Sportaktivitäten fördert, welcher er zwei Millionen US-$ zukommen ließ.